# Gary Marx (musicista)
Gary Marx (...) è un chitarrista britannico.
È ricordato soprattutto per essere stato un membro fondatore del gruppo goth rock The Sisters of Mercy, nel 1980, insieme ad Andrew Eldtrich.
Marx ha suonato nel periodo "indipendente" della band (1980-1983) ed in seguito sull'album First and Last and Always, pubblicato dalla Warner Music nel marzo 1985. Oltre al suo ruolo di chitarrista ritmico e solista, Gary Marx è stato anche uno dei principali autori delle musiche dei Sisters.
Lasciata la band poco prima della distribuzione di First and Last and Always, Marx ha fondato i Ghost Dance con Anne Marie Hurst, ex cantante con The Skeletal Family. Tuttavia, dopo una promettente serie di singoli pubblicati per l'etichetta indipendente Karbon, si sono sciolti in seguito all'insuccesso del loro primo album, Stop The World, edito dalla Chrysalis nel 1989.